# Lista comunelor din Guelma

Harta Algeriei cu provincia Guelma evidențiată

Din provincia Guelma fac parte următoarele comune:
- Aïn Ben Beida
- Aïn Hessania
- Aïn Larbi
- Aïn Makhlouf
- Aïn Reggada
- Aïn Sandel
- Belkheir
- Ben Djarah
- Beni Mezline
- Bordj Sabat
- Bou Hachana
- Bou Hamdane
- Bouati Mahmoud
- Bouchegouf
- Boumahra Ahmed
- Dahouara
- Djeballah Khemissi
- El Fedjoudj
- Guellat Bou Sbaa
- Guelma
- Hammam Maskhoutine⁠(d)
- Hammam N'Bail
- Héliopolis
- Khezarra
- Medjez Amar
- Medjez Sfa
- Nechmaya
- Oued Fragha
- Oued Zenati
- Oued Cheham
- Ras El Agba
- Roknia
- Salaoua Announa
- Tamlouka